# Restio triticeus
Restio triticeus är en gräsväxtart som beskrevs av Christen Friis Rottbøll. Restio triticeus ingår i släktet Restio och familjen Restionaceae. Inga underarter finns listade i Catalogue of Life.